# 池俊介
池 俊介（いけ しゅんすけ、1959年 - ）は、日本の地理学者。専門は人文地理学。早稲田大学教育学部教授。

## 人物・経歴
東京都生まれ。早稲田大学教育学部卒業。東京学芸大学大学院教育学研究科修士課程修了。静岡大学教育学部教授を経て、2006年早稲田大学教育・総合科学学術院教授。博士（学術）。専門は人文地理学で、1987年日本地理学会研究奨励賞受賞。2022年日本地理教育学会出版文化賞受賞。

## 著書
- 『アイデアいっぱい地図授業 : 絵地図から地球儀まで』（寺本潔と共編著）日本書籍 1990年
- 『ポルトガルを知るための50章』（村上義和と共編著）明石書店 2001年
- 『村落共有空間の観光的利用』風間書房 2006年
- 『ポルトガルを知るための55章』（村上義和と共編著）明石書店 2011年
- 『大学生のための社会科授業実践ノート』（田部俊充, 田尻信壹, 志村喬, 深瀬浩三と共編著）風間書房 2016年
- 『地理教育フィールドワーク実践論』（編著）学文社 2022年